# ولیکا سجنیکا
ولیکا سجنیکا (به لاتین: Velika Sejanica) یک منطقهٔ مسکونی در صربستان است که در لسکواس واقع شده‌است.

## خصوصیات
ولیکا سجنیکا ۷۹۶ نفر جمعیت دارد.